# Julia Urania
Pour les articles homonymes, voir Julia et Urania.
Julia Urania (grec : Ιουλìα Ουρανìа, latin : Ivlia Urania) est une reine berbère de Maurétanie du Ier siècle. Elle est l'épouse du roi berbère Ptolémée de Maurétanie qui est un fils du roi Juba II et de Cléopâtre Séléné II.

## Biographie
Urania est devenue reine de Maurétanie par son mariage avec Ptolémée. Elle a épousé Ptolémée à une date inconnue du Ier siècle et a eu en 38 une fille avec lui, appelée Drusilla.

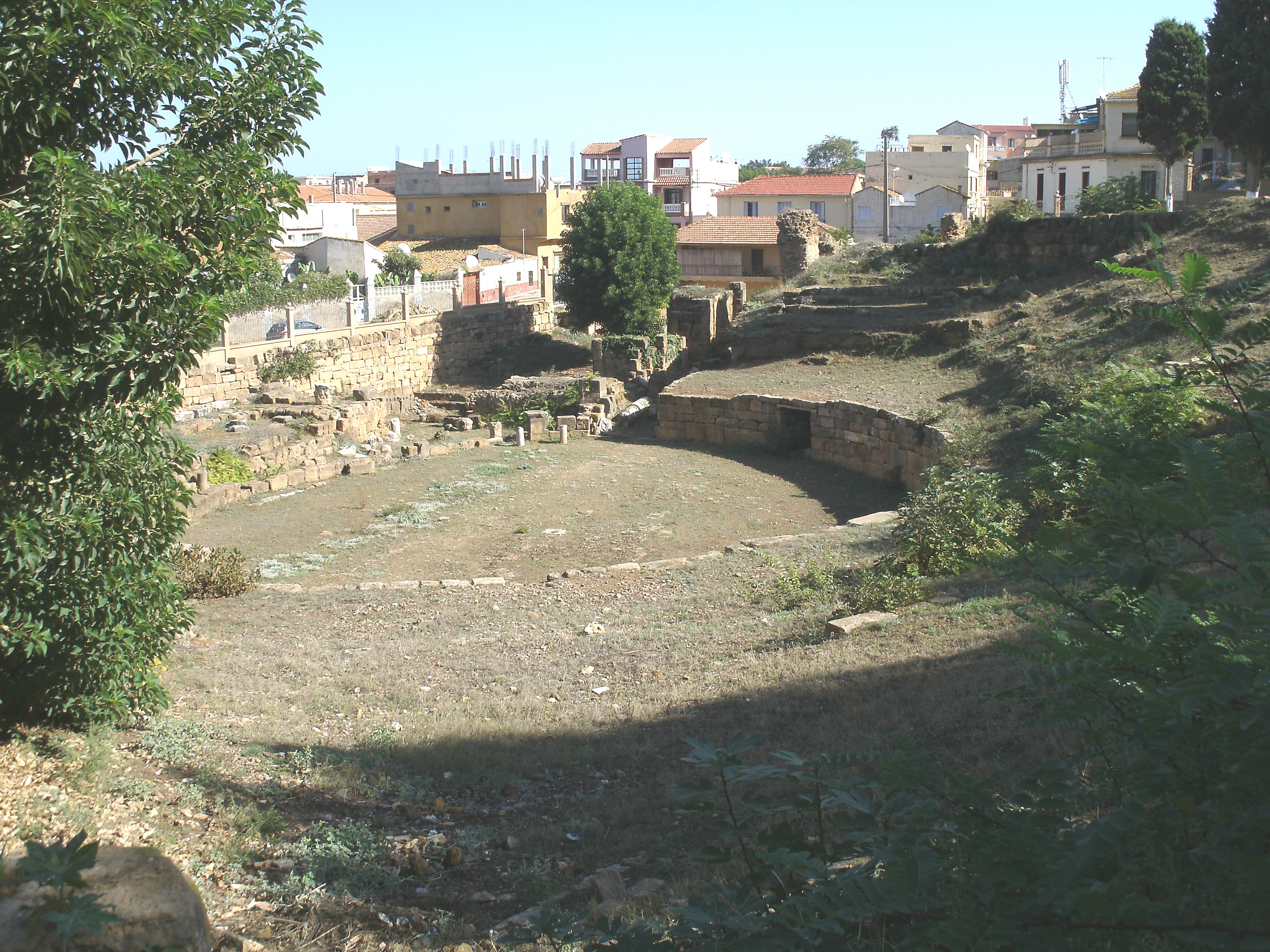
Amphithéâtre de Cesarea (Césarée de Maurétanie).

Urania est seulement connue par une inscription funéraire de son affranchie Julia Bodina retrouvée à Cherchell (Algérie). À l'époque, Cherchell était connue sous le nom de Césarée, la capitale du royaume berbère de Maurétanie dans l'Empire romain. L'inscription funéraire de Bodina désigne Urania comme « la reine Julia Urania ». Elle est créditée du titre de Reine à titre de courtoisie locale ou probablement comme un honneur à titre posthume comme une dédicace à la mémoire de l'ancien monarque régnant. L'inscription révèle que Bodina était une ancienne esclave fidèle à Urania.
Les historiens modernes ont créé deux théories sur les origines de l'épouse de Ptolémée de Maurétanie : Urania peut avoir été une maîtresse de la classe inférieure. Urania était un surnom donné à une maîtresse favorite d'un harem, surnom dérivé des Muses. C'était probablement un membre de la Cour royale de Mauritanie.
L'autre théorie est qu'Urania aurait pu être une princesse arabe de la famille royale d'Émèse. La famille royale d'Émèse régnait sur un royaume client romain de la province romaine de Syrie et était à l'époque l'un des principaux royaumes de l'Orient romain.

## Son nom
Urania est un ancien mot grec signifiant « céleste », « Ciel » ou « Univers » et un ancien et actuel nom grec. Urania ou Ourania était, dans la mythologie grecque, la muse de l'astronomie et une fille de Zeus par Mnémosyne et aussi une arrière-petite-fille d'Ouranos,. Le nom Urania est originaire d'Émèse. Deux autres rois prêtres d'Émèse partageaient le nom Uranius, la variante masculine de Urania : Uranius Antoninus, qui régna de 210 jusqu'à 235, et Lucius Julius Aurelius Sulpicius Sévèrus Uranius Antoninus, qui régna de 235 jusqu'à 254. Ce ne fut pas la seule reine à porter le nom Urania : la reine et épouse du roi parthe Phraatès IV portait le nom de Thea Urania (Astarté).